# Dražanj
Dražanj (cyr. Дражањ) – wieś w Serbii, w mieście Belgrad, w gminie miejskiej Grocka. W 2011 roku liczyła 1441 mieszkańców.